# Asimov (cratère)
Pour les articles homonymes, voir Asimov (homonymie).

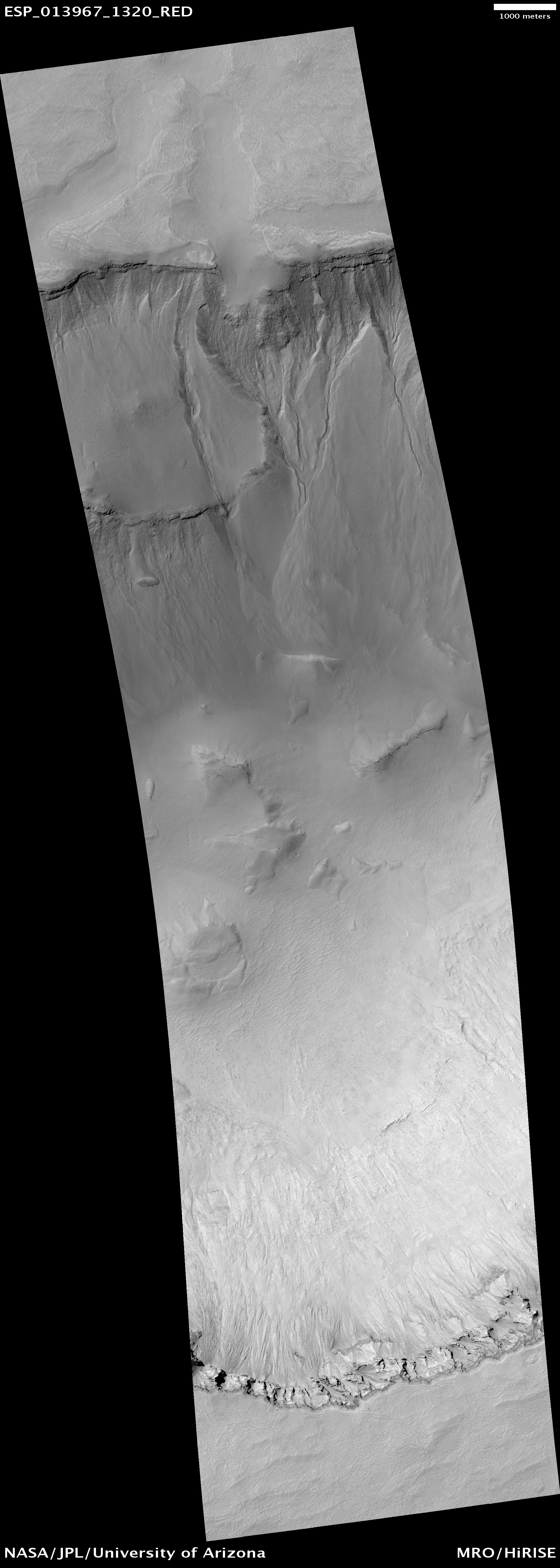
Cratère Asimov, vu par HiRISE

Asimov est un cratère d'impact de 84 km de diamètre situé sur Mars dans le quadrangle de Noachis par 47.0° S et 355.05° W. Il a été nommé en référence à l'écrivain de science-fiction et biochimiste Américain Isaac Asimov (1920–1992).